# Chorozinho-de-cauda-pintada
Formigueirinho-de-cauda-ponteada ou chorozinho-de-cauda-pintada (Herpsilochmus sticturus) é uma espécie de ave da família Thamnophilidae.
Pode ser encontrada nos seguintes países: Brasil, Colômbia, Equador, Guiana Francesa, Guiana, Suriname e Venezuela.
Os seus habitats naturais são: florestas subtropicais ou tropicais húmidas de baixa altitude.